# Rio Băcăinți
O Rio Băcăinţi é um rio da Romênia afluente do rio Mureş, localizado no distrito de Alba.